# André Ourednik
Pour les articles homonymes, voir Ourednik.
Œuvres principales
Robopoïèses (2021)
Omniscience (2017)
Les cartes du boyard Kraïenski (2015)
André Ourednik, né en 1978 à Prague, est un géographe et écrivain vivant dans le canton de Vaud.
Ses textes narratifs s'inscrivent dans le registre du fantastique. Sa poésie évolue entre l'aphorisme philosophique et l'écriture expérimentale, notamment par l'interaction entre l'écriture numérique et l'édition papier classique.  
Ses travaux géographiques se focalisent sur l'évolution de l'espace habité et de ses représentations,,,. 

## Biographie
André Ourednik s'établit une première fois à Lausanne en 1989. Après avoir vécu à Halifax (Nouvelle-Écosse) et dans le canton d'Argovie, il revient à Lausanne dès 1999,. 
Il étudie à la Faculté des Lettres de l'Université de Lausanne. Il travaille plus tard comme assistant à la Faculté des géosciences en tant que cartographe et obtient un master ès lettres, sur la base d'un travail portant sur l'usage des automates cellulaires en géographie.
En 2002, paraît un premier recueil de poésie, Chants dilettantes d'un fainéant éduqué au rythme des saisons et des manies. Il commence à publier des nouvelles (revue Archipel, revue Angle Mort, émissions radio et podcast). 
Il poursuit ses études à l'école doctorale Architecture et sciences de la ville (ENAC) de l'EPFL. Durant cette période il collabore à la revue EspacesTemps.net. Il obtient le titre de docteur ès sciences en 2010 en soutenant sa thèse sur l'articulation des approches phénoménologiques et formelles de l'espace habité. 
Il enseigne et travaille comme chercheur à l'EPFL et enseigne la géographie à l'Université de Neuchâtel.

## Publications

### Poésie
- 2002, Chants dilettantes d'un fainéant éduqué au rythme des saisons et des manies, L'Age d'Homme, Lausanne.
- 2013, Contes suisses, Encre fraîche, Genève.
- 2014, Wikitractatus: pour une philosophie de l'itinéraire Hélice Hélas Éditeur, Vevey.  (ISBN 978-2-940522-12-5)

### Nouvelle
- Audemars, le ver, nouvelle publiée dans le recueil Futurs insolites (2016).

### Romans
- André Ourednik, Les cartes du boyard Kraïenski, Genève, La Baconnière, 2015, 276 p. (ISBN 978-2-940431-32-8)
- André Ourednik, Omniscience, Genève, La Baconnière, 2017, 269 p. (ISBN 978-2-940431-72-4)[12],[13],[14]
- André Ourednik et François Burland, Atomik submarine, Lausanne, art&fiction, 2018, 216 p. (ISBN 978-2-940570-52-2)
- André Ourednik, Les cartes du boyard Kraïenski, Chêne-Bourg, La Baconnière, mars 2015, 276 p. (ISBN 9782940431328)

### Essai
- André Ourednik, Robopoïèses. Les intelligences artificielles de la nature, Chêne-Bourg, La Baconnière, mars 2021, 64 p. (ISBN 9782889600373)[15]

## Sources
« André Ourednik », sur la base de données des personnalités vaudoises sur la plateforme « Patrinum » de la Bibliothèque cantonale et universitaire de Lausanne.